# Динамо (стадион, Волгоград)
Вижте пояснителната страница за други значения на Динамо.
Стадион „Динамо“ е универсален спортен комплекс, разположен в централния район на Волгоград.
Обект на културното наследство на народите на Руската федерация с регионално значение (Волгоградска област).

## История
Преди построяването на стадиона на негово място се е намирал площад „Сенная“, където е имало базар. Това място се превъръща в платформа за тренировки и състезания на открито. Преди началото на мачовете количките на търговците са раздалечени, състезателното поле разчистено, вместо греди са поставени колове с въжета и играта започва. До пролетта на 1924 г. площадката е оградена с ограда, направени са пейки за зрители.
И до 1 май 1924 г. стадионът, построен от комсомолци и младежи по време на комунистическите съботници, е открит. Стадионът е първото спортно съоръжение в града и първоначално се е наричал „Червеният стадион“.
Според други източници стадионът на площад „Сенная“ е построен през април 1927 г., а през 1930 г. е прехвърлен на спортното дружество „Динамо“.
Територията на спортния комплекс се намира в границите на улиците „Новоросийск“, „Балонин“ и „Кубанская“. Той е под патронажа на Волгоградската дирекция на ФСБ. Това е домакинският стадион на местния футболен отбор „„Динамо““. Също така е домакин на различни общоруски състезания. Преди това е бил място за състезания по футбол и лека атлетика. Към 2024 г. стадионът разполага с 8 лекоатлетически писти, една трибуна с капацитет 2800 зрители. По време на реконструкцията, извършена от 2007 до 2009 г., спортното ядро на стадиона е разделено на няколко площадки (за минифутбол, баскетбол и др.).

## Интересни факти
Главният вход и административната сграда на стадиона са проектирани в стил сталински ампир. Ансамбълът на спортния комплекс на стадион „Динамо“ е обект на културното наследство от регионално значение.
Погрешно се твърди, че футболният мач „На руините на Сталинград“ се е състоял на стадион „Динамо“. Всъщност през пролетта на 1943 г. стадионът на „Динамо“ е напълно разрушен и мачът се провежда в района на квартал „Бекетовка“.